# Anemzi
Anemzi (franska: Anemzi (CR), Anemzi (Commune Rurale), arabiska: أيت يحيى) är en kommun i Marocko.   Den ligger i provinsen Midelt och regionen Drâa-Tafilalet, 240 km sydost om huvudstaden Rabat. Antalet invånare är 4 313.